# Parc Nacional de Govind Pashu Vihar
El Parc Nacional de Govind Pashu Vihar o santuari de la vida salvatge de Govind Pashu Vihar és un parc nacional de l'Índia, que es troba dins del nou estat de Uttarakhand (en el passat, va formar part del territori de Uttar Pradesh). Va ser creat l'any 1955 com un refugi d'animals, i més tard es va convertir en parc nacional.
Rep el seu nom per un prominent polític i lluitador per la llibertat de l'Índia, Govind Ballabh Pant, que es va convertir en Ministre de l'interior el 1950 i se'l recorda pel aconseguir la seva fita a l'hora d'establir l'hindi com a idioma oficial.

## Característiques
El parc va ser establert l'1 de març de 1955, i es troba en el districte de Uttarkashi en l'estat indi de Uttarakhand. El parc queda en les altures de l'Himàlaia de Garhwal. L'àrea total del santuari i parc nacional de Govind Pashu Vihar és de 958 quilòmetres quadrats. El projecte «pantera de les neus» començat pel govern de l'Índia s'administra en aquest santuari i, també, és un dels llocs de l'Himàlaia on roman el trencalòs, un catalista ecològic vital.

## Flora
El santuari conté boscos de fulla ampla de l'Himàlaia occidental en les seves parts més baixes, amb transició a boscos de coníferes subalpines de l'Himàlaia occidental i prats i matolls alpins de l'Himàlaia occidental en les zones de major altitud. Entre els arbres presents a les parts més baixes del santuari es troben Pinus roxburghii, cedre de l'Himàlaia, roures i altres espècies caducifòlies. A altituds de més de 2.600 msnm, espècies comunes inclouen coníferes com el pi de l'Himàlaia, avets, picees i espècies caducifòlies com el roure, acer, castanyer, castanyer bord, avellaner i rododendre.

## Fauna
Hi ha al voltant de quinze espècies de grans mamífers en el santuari així com al voltant de cent cinquanta espècies d'aus. En aquest lloc el govern de l'Índia va inaugurar el projecte pantera de les neus, que pretén proporcionar unes mesures de conservació especials per a la pantera de les neus. Aquest depredador en perill es veu amenaçat pel declivi d'animals salvatges que depreda, per la caça furtiva per la seva pell i parts del seu cos, i perquè el maten els grangers per protegir el seu bestiar. Altres mamífers que es troben en el santuari inclouen l'ós tibetà, l'ós bru de l'Himàlaia, el lleopard comú, el Moschus, el bàral, el tar de l'Himàlaia i el serau. Mamífers més petits inclouen la llúdria comuna, gòral, vivèrrid, eriçons, els rosegadors Rattus nitidus, Neodon sikimensis i esquirol volador de Hodgson, senglar i civeta de palmera emmascarada.
Les aus que es troben al lloc inclouen diverses espècies en perill com l'àguila reial, l'àguila d'estepa i l'àguila negra malaia, el trencalòs, el gall nival de l'Himàlaia, el monal de l'Himàlaia, el faisà de Wallich i el tragopan occidental. Aus de menor grandària són mussols, colúmbids, Pericrocotus, túrdids, parúlids, bulbules, cotorres, cucúlids, pàrids, emberízids i fringíl·lids.